# Кулагин, Юрий Захарович
Юрий Заха́рович Кула́гин (14 ноября 1929 — 20 октября 1983) — доктор биологии (1964), профессор (1967). Заведующий кафедрой ботаники Башкирского государственного университета (ныне Уфимский университет науки и технологий) (1965—1970). Заведующий лабораторией лесоведения в Институте биологии БФ АН СССР (1970—1983).

## Биография
Юрий Захарович Кулагин родился в 1929 году в деревне Зоринка Ромодановского района Мордовского округа в составе Средневолжского края РСФСР (в настоящее время — село Уришка Ромодановского района Республики Мордовия). Вырос и воспитывался в семье служащих.
С отличием окончил среднюю школу в городе Рузаевка, в 1952 году — биолого-почвенный факультет Казанского государственного университета, был рекомендован в аспирантуру.

## Научная деятельность
Является основателем научного направления индустриальной дендроэкологии.
Развил представление о древесной растительности как о промышленном фитофильтре, резко снижающем отрицательное влияние выбросов предприятий на окружающую среду и здоровье человека.

## Сочинения
- Кулагин Ю. З. Древесные растения и промышленная среда / Е. В. Кучеров. — М.: Наука, 1974. — 126 с. — 1600 экз.
- Кулагин Ю. З. Лесообразующие виды, техногенез и прогнозирование. — М.: Наука, 1980. — 115 с.
- Кулагин Ю. З. Индустриальная дендроэкология и прогнозирование. — М.: Наука, 1985. — 116 с.